# Eleveld
Eleveld – wieś w Holandii, w prowincji Drenthe, w gminie Aa en Hunze.